# Georg W. Oesterdiekhoff
Georg W. Oesterdiekhoff (* 21. Oktober 1957 in Gelsenkirchen) ist ein deutscher Soziologe.

## Leben
Oesterdiekhoff hat an den Universitäten Duisburg, Freiburg und Bonn Sozialwissenschaften, Geschichte, Philosophie, Wirtschaftswissenschaften, Erziehungswissenschaften und Medizin studiert. Er erlangte ein Diplom in Sozialwissenschaften und ein Staatsexamen in den Lehramtsfächern Sozialwissenschaften, Philosophie und Geschichte. Er wurde an der Universität Duisburg  zum Dr. soz. wiss. und an der Universität Bremen zum Dr. phil promoviert. Nach der Habilitation für Soziologie 1999 an der Universität Karlsruhe war er Privatdozent für Soziologie an der Fakultät für Geistes- und Sozialwissenschaften der Universität Karlsruhe. Er war wissenschaftlicher Angestellter und Dozent im Fach Soziologie an den Universitäten Münster, Duisburg und Würzburg sowie Lehrbeauftragter an den Universitäten Essen und Oldenburg. Er vertrat den Lehrstuhl für soziologische Theorie an der RWTH Aachen und an der Universität Erlangen-Nürnberg. Ferner war er Gastprofessor an der Universidad Nacional de Colombia in Bogotá und Fellow am KWI in Essen.
Er hat 29 Bücher geschrieben und insgesamt 310 Publikationen vorzuweisen, zumeist Fachzeitschriftenaufsätze. Sein eigener Theorieansatz wird als strukturgenetisches Theorieprogramm bezeichnet, das eine Verbindung von Entwicklungspsychologie und Menschheitsgeschichte anstrengt. Er wird dargelegt, dass die psychologische Entwicklung der Menschheit denselben Stufen gefolgt ist, die in der Kindheit das geistige Wachstum ausmachen. Damit folgt sein Theorieprogramm Ideen, die schon Jean Piaget ausgearbeitet hatte. Der größte Teil der archaischen Menschheit stand daher auf der präoperationalen Entwicklungsstufe, während erst in den vergangenen Jahrhunderten die adoleszente Stufe der formalen Operationen ins Leben getreten ist. Auf dieser Grundlage ist eine Neubetrachtung der Kulturgeschichte im Allgemeinen und der Geschichte von Philosophie, Wissenschaft, Politik, Recht, Kunst, Religion, Wirtschaft, Moral und Lebenspraxis im Besonderen möglich. Ferner liegt nun eine Theorie vor, die alle Humanwissenschaften unter einem Dach vereinigt. Vergleichbare Positionen wurden in neuerer Zeit von J. Habermas, G. Dux, C. Hallpike, D. LePan und S. Gablik vertreten.   

## Schriften (Auswahl)
- Traditionales Denken und Modernisierung. Opladen 1992.
- Unternehmerisches Handeln und gesellschaftliche Entwicklung. Opladen 1993.
- Die Rolle des Bevölkerungswachstums in der sozialökonomischen Entwicklung. Kiel 1993.
- Kulturelle Bedingungen kognitiver Entwicklung. Frankfurt am Main 1997.
- Zivilisation und Strukturgenese. Frankfurt am Main 2000.
- mit Sven Papcke (Hrsg.): Schlüsselwerke der Soziologie. Westdeutscher Verlag, Wiesbaden 2001, ISBN 978-3-531-13235-8
- Familie, Wirtschaft und Gesellschaft in Europa. Stuttgart 2002.
- Der europäische Rationalismus und die Entstehung der Moderne. Stuttgart 2002.
- Entwicklung der Weltgesellschaft. Münster 2005.
- Archaische Kultur und moderne Zivilisation. Münster 2006.
- Zwischen Soziologie und Philosophie. Münster 2006.
- Sozialstruktur und sozialer Wandel. Münster 2006.
- Die geistige Entwicklung der Menschheit, Weilerswist 2012
- als Hrsg.: Lexikon der soziologischen Werke. 2., aktualisierte und erw. Aufl., Springer VS, Wiesbaden 2014, ISBN 978-3-658-02377-5.
- mit Hermann Strasser: Köpfe der Ruhr. 200 Jahre Industriegeschichte und Strukturwandel im Lichte von Biografien. Klartext, Essen 2009, ISBN 978-3-8375-0036-3.
- "Die Entwicklung der Menschheit von der Kindheitsphase zur Erwachsenenreife", Springer VS, Wiesbaden 2013
- "Denkschrift zur Gründung eines Max-Planck-Instituts für Humanwissenschaften", Münster 2015
- Die geistige Entwicklung der Menschheit. Velbrück, Weilerswist 2012, ISBN 978-3-938808-72-6.